# ガレリア・ユギ

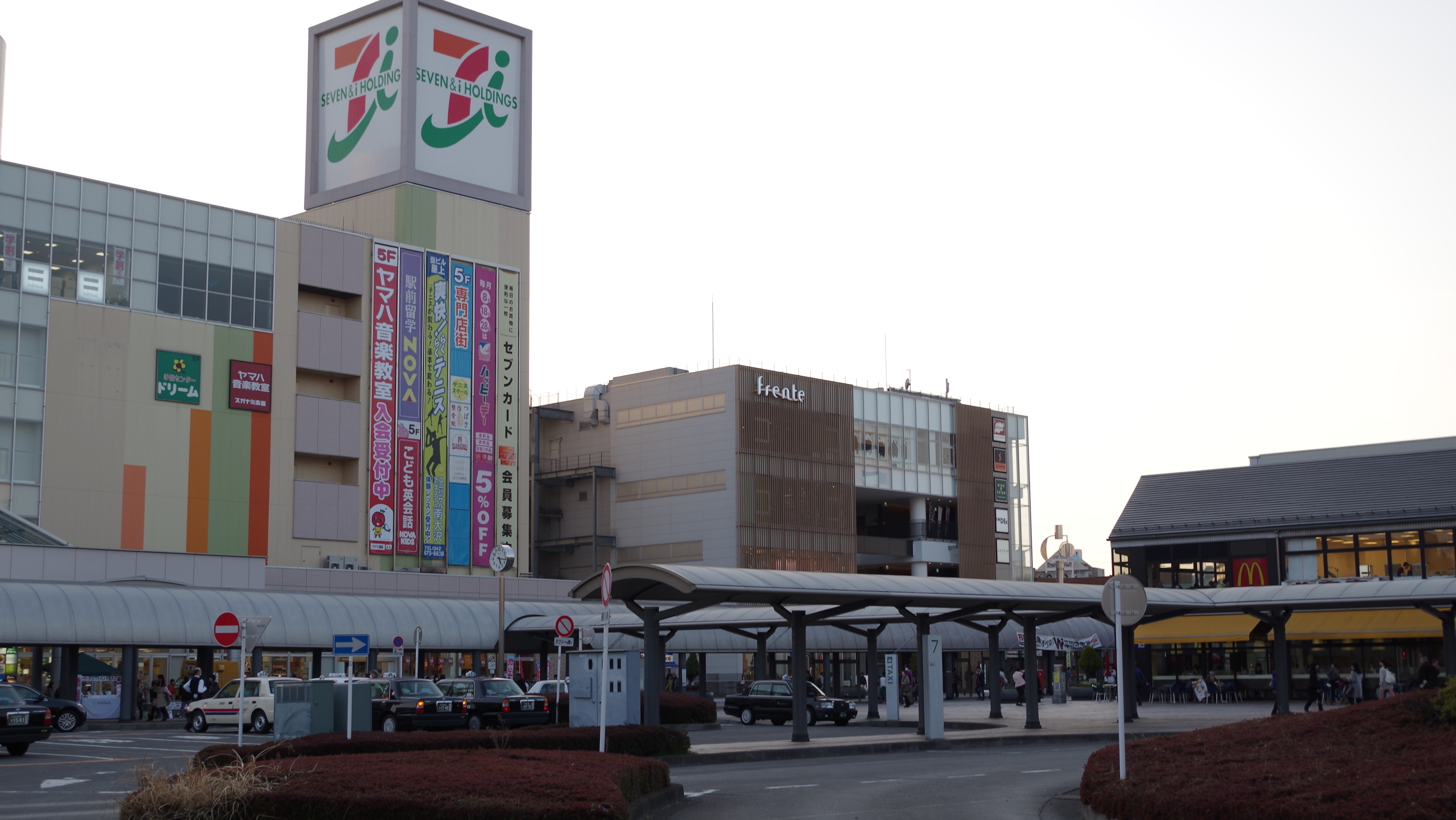
商業施設が集まる南大沢駅前
左からガレリア・ユギ、フレンテ南大沢、プラザA
奥は三井アウトレットパーク 多摩南大沢

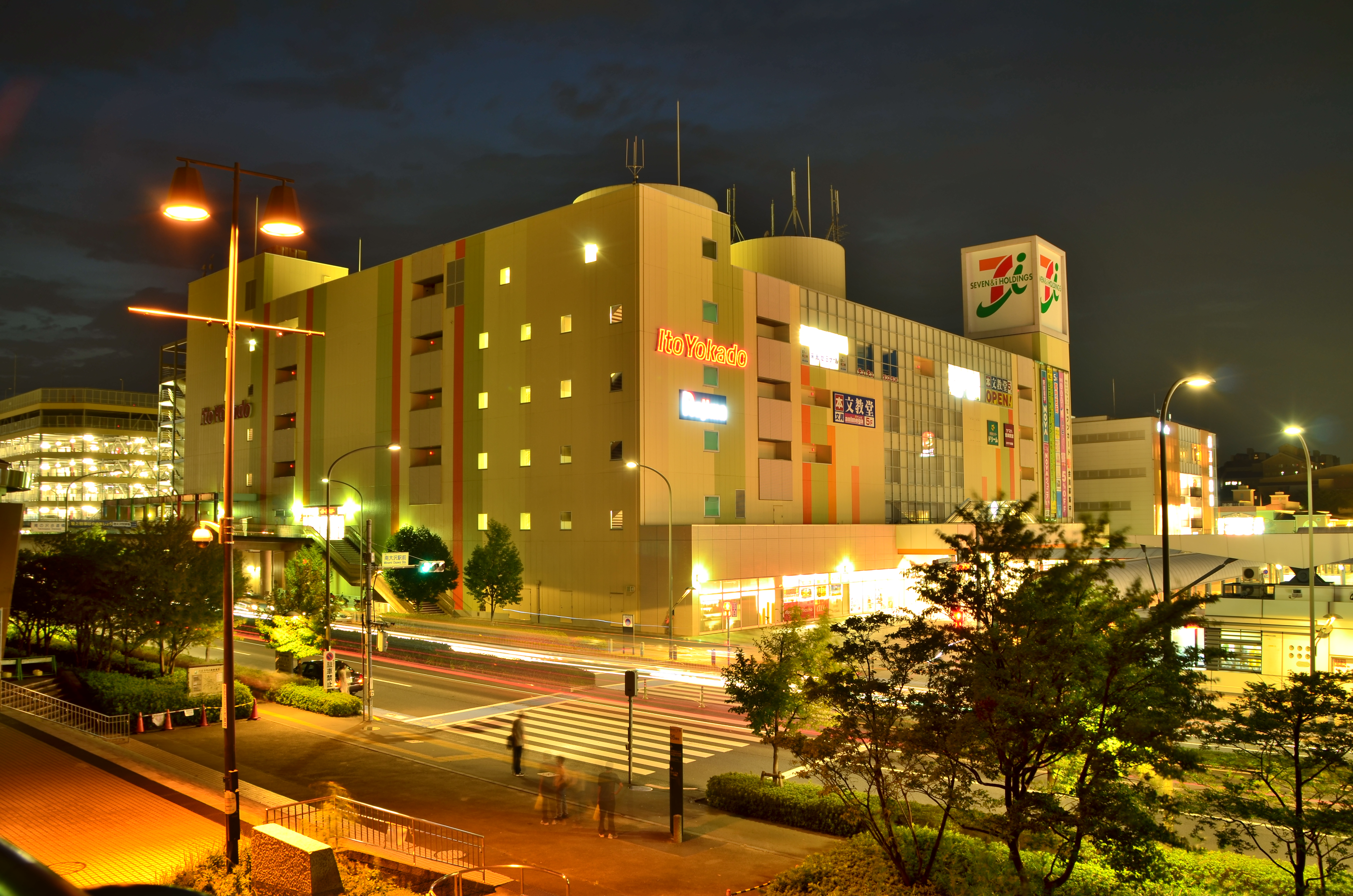
夜のガレリア・ユギ
フォレストモール南大沢側から（2013年8月）

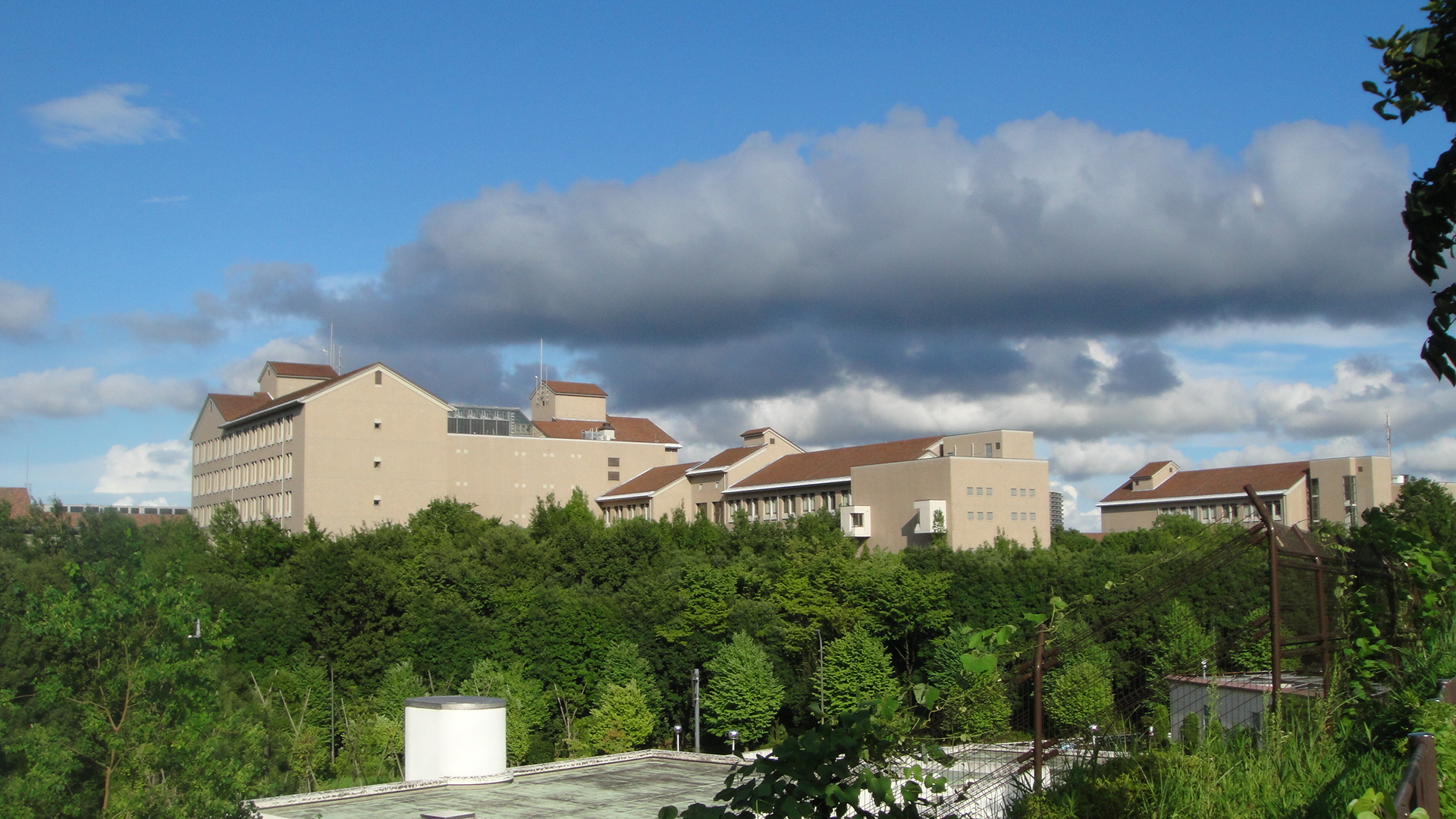
多摩ニュータウンと一体的に整備された首都大学東京南大沢キャンパス

ガレリア・ユギ (Galleria Yugi) は、東京都八王子市南大沢2丁目に所在する、多摩ニュータウン開発センターが運営する商業ビルである。多摩ニュータウン計画により開発された南大沢駅前に、1992年（平成4年）6月7日に開業した。建物は地上6階、地下2階。

## 概要
施設名の「ガレリア (galleria) 」はイタリア語で屋根付きのアーケードを指し、「ユギ」は地名の「柚木」（上柚木・下柚木）または「由木」に由来する。南大沢駅周辺は八王子市への編入以前は由木村に属し、京王相模原線延伸計画段階の南大沢駅の仮称は「由木平駅」であった。
東京都心から多摩ニュータウンへのアクセス鉄道として開業した京王相模原線は、1988年（昭和63年）5月21日には南大沢駅まで、1990年（平成2年）3月30日には橋本駅まで全線開通した。南大沢駅は多摩ニュータウンの八王子地区の中心駅として位置づけられ、駅前の商業施設整備の先鞭としてガレリア・ユギが建設され開業した。当初の核テナントはそごうと忠実屋であった。

## 柚木そごう
1990年（平成2年）9月28日、そごうが子会社として株式会社柚木そごうを設立。1992年（平成4年）6月7日、柚木そごうを開店。1994年（平成6年）10月3日閉店。売場面積は13,150m2。開業時のキャッチフレーズは「上質生活ヶ丘・東京チェルシーテラス」。
忠実屋フランツとともに核店舗として出店した。八王子そごう、多摩そごうに続く東京多摩地域3店舗目の出店で、首都圏では国道16号沿いに郊外型百貨店を大量出店するというそごうの出店計画に沿ったものであったが、わずか2年余りで撤退し、そごうの店舗の中で最も短命に終わった。茂原そごうとともに、2000年7月のそごう経営破綻の前に撤退した店舗となった。

## 忠実屋→ダイエー
1992年（平成4年）6月7日、忠実屋フランツ南大沢店が開店。テナントとして寿がきや忠実屋南大沢店内店が出店した。
地元の八王子市で創業した忠実屋は、1994年（平成6年）3月1日付でダイエーに吸収合併され消滅。忠実屋フランツ南大沢店はダイエー南大沢店へ転換したが、翌1995年（平成7年）2月28日に閉店した。
これによりガレリア・ユギでは核テナント2店が相次いで撤退するという事態に陥り、イトーヨーカ堂が出店するまでの3年間は、デッドモール化したまま先行きが危ぶまれていた。

## イトーヨーカドー
1998年（平成10年）2月27日、新たな核店舗としてイトーヨーカドー南大沢店がオープンした。
建物は中央の吹き抜け部分を境にして、両側にシースルーエレベーターが設置されている。このエレベーターは開業当初から使用されているもので、金色の扉にそごう時代の面影がみられる。かつては吹き抜け部分に屋根がなく2つに分かれ、そごうと忠実屋・ダイエーで建物を半分ずつ使用していたが、イトーヨーカドー出店後は1店舗で1棟を使用するため、吹き抜け部分に屋根を造って増築した。
多摩ニュータウン南大沢地区の整備・入居の進展、さらに2005年に新設された首都大学東京の本部とキャンパスが南大沢駅前に設置されたことで乗降客が増加した。南大沢駅前にはほかにも、三井アウトレットパーク 多摩南大沢、フレンテ南大沢、フォレストモール南大沢などのショッピングセンターが集まり、八王子市南部の商業地域となっている。

### 主なテナント
- 地下階：駐車場
- 1階 - 4階：イトーヨーカドー南大沢店[6]
  - 1階専門店：ロフト、カルディコーヒーファーム、ミスタードーナツ、ほか
    - 1階フードコート：サーティワンアイスクリーム、おかしのまちおか

  - 2階飲食店：カフェ・ド・クリエ
  - 4階専門店：ノジマ、ダイソー、QBハウス、メガネの愛眼、ほか
- 5階：文教堂書店、ラケル、ほか

#### 過去のテナント
- ラオックス - 2008年4月閉店
- アバンティブックセンター - 2012年9月閉店

## 交通アクセス

### 鉄道
京王相模原線の南大沢駅駅前に立地する。

### バス
駅前バスロータリーに、京王バス、神奈川中央交通の路線バスが発着する。駅周辺の団地内を循環する路線のほか、京王堀之内駅、八王子駅、北野駅、橋本駅、聖蹟桜ヶ丘駅方面などへのバス路線があり、これらを利用することもできる。
詳細は、南大沢駅#バス路線を参照のこと。